# Liste antiker Ortsnamen und geographischer Bezeichnungen/Vu
| Lateinischer Name | Griechischer Name           | Beschreibung      | Heute               | Quellen und Verweise | Lage |
| ----------------- | --------------------------- | ----------------- | ------------------- | -------------------- | ---- |
| Vulcani Forum     |                             |                   |                     | Smith;               |      |
| Vulcaniae Insulae |                             |                   |                     | Smith;               |      |
| Vulchalo          |                             |                   |                     | Smith;               |      |
| Vulgientes        |                             |                   |                     | Smith;               |      |
| Vulsinii          |                             |                   |                     | Smith;               |      |
| Vultur Mons       |                             |                   |                     | Smith;               |      |
| Vulturnum         |                             |                   |                     | Smith;               |      |
| Vulturnus         | Οὐουλτοῦρνος (Ououltournos) | Fluss in Campania | Volturno in Italien | Smith;               |      |
| Vungus            |                             |                   |                     | Smith;               |      |